# Фукуока, Масанобу
Масанобу Фукуока (яп. 福岡 正信) (2 февраля 1913 — 16 августа 2008) — японский фермер, писатель, прародитель пермакультуры. Разработал принципы натурального, «природного» земледелия, предполагающего сведение к минимуму вмешательство человека в процесс выращивания сельскохозяйственных культур.

## Биография
Фукуока работал в Таможенном управлении Иокогамы в отделе инспекции растений, параллельно занимаясь исследованиями по микробиологии.
В 25 лет его посетило откровение: «Я мог видеть, что все концепции, которые я разделял, все представления о самом существовании были пустыми выдумками. Мой дух стал светлым и ясным. Я дико плясал от радости. Я мог слышать щебетание маленьких птичек на деревьях и видеть далекие волны с бликами восходящего солнца. Листва деревьев колыхалась надо мной, зеленая и блестящая. Я чувствовал, что это был настоящий рай на земле. Все, что владело мной, все смятение испарилось как сон, и что-то одно, что можно назвать „истинной природой“, открылось мне. Я думаю, можно смело сказать, что после переживания того утра моя жизнь полностью изменилась».
Он бросил работу, какое-то время бесцельно путешествовал по Японии, затем вернулся на ферму своего отца. Там он впервые вплотную соприкоснулся с сельским хозяйством.
Затем на протяжении восьми лет Фукуока работал главным научным работником Службы контроля болезней и вредителей в префектуре Коти. В этот период жизни он обдумывал взаимоотношения между научным и натуральным земледелием: «Вопрос, который всегда вертелся у меня в голове, был такой: может или нет натуральное земледелие противостоять современной науке?»
После этого в конце 1940-х Фукуока оставляет работу и полностью посвящает себя сельскому хозяйству: «В течение 30 лет я жил только моим хозяйством и имел мало контактов с людьми за пределами моей собственной общины. В течение этих лет я прямиком двигался к созданию метода земледелия „ничего-не-делания“».
Австралийский натуралист Билл Моллисон сказал о нём: «Фукуока в своей книге „Революция одной соломинки“, пожалуй, наилучшим образом описал философию пермакультуры. Если сказать в нескольких словах — это философия сотрудничества с Природой, а не борьбы с ней».

## Четыре принципа натурального земледелия[2]
- Первый — отказ от рыхления, то есть от вспашки, или переворачивания почвы. Принцип «отказ от рыхления» является фундаментальным для натурального земледелия. Почва рыхлит сама себя естественно благодаря проникновению корней растений и активности микроорганизмов, мелких животных и земляных червей.
- Второй — отказ от химических удобрений или приготовленного компоста. Оставленная в покое, почва поддерживает своё плодородие естественным путём согласно с упорядоченным циклом растений и животных.
- Третий — отказ от прополки путём вспашки или обработки гербицидами. Сорняки играют свою роль в создании почвенного плодородия и сбалансированного биологического сообщества. Основной принцип таков: сорняки надо сдерживать, но не уничтожать. Соломенная мульча, покров из белого клевера, подсеянного под культурные растения, и временное затопление обеспечивают эффективный контроль сорняков на рисовых полях Фукуоки.
- Четвёртый — отказ от химических средств защиты. С тех пор как в результате неестественной практики вспашки и удобрения культурные растения стали ослабленными, болезни и дисбаланс насекомых стали громадными проблемами в сельском хозяйстве. Природа, оставленная нетронутой, находится в совершенном равновесии. Вредоносные насекомые и болезни растений всегда есть, но в природе они не распространяются в такой степени, которая требует применения химикатов.